# Seznam dílů seriálu Farscape
Toto je seznam dílů seriálu Farscape. Australský-americký sci-fi seriál Farscape byl vysílán ve čtyř řadách od roku 1999 do roku 2003. Když bylo rozhodnuto o jeho ukončení, dotočili tvůrci ještě dvoudílnou minisérii Farscape: The Peacekeeper Wars, která celý seriál uzavírá.

## Přehled řad
| Řada | Díly | Premiéra v USA  | Premiéra v USA  | Premiéra ve VB     | Premiéra ve VB    | Vydání na DVD  |
| Řada | Díly | První díl       | Poslední díl    | První díl          | Poslední díl      | Vydání na DVD  |
| ---- | ---- | --------------- | --------------- | ------------------ | ----------------- | -------------- |
| 1    | 22   | 19. března 1999 | 28. ledna 2000  | 29. listopadu 1999 | 5. června 2000    | 29. října 2002 |
| 2    | 22   | 17. března 2000 | 26. ledna 2001  | 12. června 2000    | 19. prosince 2000 | 28. října 2003 |
| 3    | 22   | 16. března 2001 | 26. dubna 2002  | 27. srpna 2001     | 31. ledna 2002    | 24. srpna 2004 |
| 4    | 22   | 7. června 2002  | 21. března 2003 | 23. září 2002      | 10. března 2003   | 5. října 2004  |

## Seznam dílů

### První řada (1999–2000)
| Č. v seriálu | Č. v řadě | Název                                    | Režie            | Scénář                                             | Premiéra v USA    | Premiéra ve VB     | Produkční kód |
| ------------ | --------- | ---------------------------------------- | ---------------- | -------------------------------------------------- | ----------------- | ------------------ | ------------- |
| 1            | 1         | Premiere / Through the Eye of the Needle | Andrew Prowse    | Rockne S. O'Bannon                                 | 19. března 1999   | 29. listopadu 1999 | #10101        |
| 2            | 2         | I, E.T.                                  | Tony Tilse       | Nan Hagan                                          | 7. května 1999    | 20. prosince 1999  | #10102        |
| 3            | 3         | Exodus from Genesis                      | Brian Henson     | Sally Lapiduss                                     | 26. března 1999   | 10. ledna 2000     | #10103        |
| 4            | 4         | Throne for a Loss                        | Pino Amenta      | Richard Manning                                    | 9. dubna 1999     | 6. prosince 1999   | #10104        |
| 5            | 5         | Back and Back and Back to the Future     | Rowan Woods      | Babs Greyhosky                                     | 2. dubna 1999     | 13. prosince 1999  | #10105        |
| 6            | 6         | Thank God It's Friday, Again             | Rowan Woods      | David Wilks                                        | 23. dubna 1999    | 17. ledna 2000     | #10106        |
| 7            | 7         | PK Tech Girl                             | Tony Tilse       | Nan Hagan                                          | 16. dubna 1999    | 24. ledna 2000     | #10107        |
| 8            | 8         | That Old Black Magic                     | Brendan Maher    | Richard Manning                                    | 11. června 1999   | 31. ledna 2000     | #10108        |
| 9            | 9         | DNA Mad Scientist                        | Andrew Prowse    | Tom Blomquist                                      | 18. června 1999   | 14. února 2000     | #10109        |
| 10           | 10        | They've Got a Secret                     | Ian Watson       | Sally Lapiduss                                     | 25. června 1999   | 21. února 2000     | #10110        |
| 11           | 11        | Till the Blood Runs Clear                | Tony Tilse       | Douglas Heyes, Jr.                                 | 9. července 1999  | 28. února 2000     | #10111        |
| 12           | 12        | Rhapsody in Blue                         | Andrew Prowse    | námět: David Kemper a Ro Hume scénář: David Kemper | 23. července 1999 | 13. března 2000    | #10112        |
| 13           | 13        | The Flax                                 | Peter Andrikidis | Justin Monjo                                       | 16. července 1999 | 6. března 2000     | #10113        |
| 14           | 14        | Jeremiah Crichton                        | Ian Watson       | Douglas Heyes, Jr.                                 | 30. července 1999 | 20. března 2000    | #10114        |
| 15           | 15        | Durka Returns                            | Tony Tilse       | Grant McAloon                                      | 13. srpna 1999    | 27. března 2000    | #10115        |
| 16           | 16        | A Human Reaction                         | Rowan Woods      | Justin Monjo                                       | 20. srpna 1999    | 3. dubna 2000      | #10116        |
| 17           | 17        | Through the Looking Glass                | Ian Watson       | David Kemper                                       | 10. září 1999     | 10. dubna 2000     | #10117        |
| 18           | 18        | A Bug's Life                             | Tony Tilse       | Rockne S. O'Bannon                                 | 17. září 1999     | 17. dubna 2000     | #10118        |
| 19           | 19        | Nerve (Part 1)                           | Rowan Woods      | Richard Manning                                    | 7. ledna 2000     | 8. května 2000     | #10119        |
| 20           | 20        | The Hidden Memory (Part 2)               | Ian Watson       | Justin Monjo                                       | 14. ledna 2000    | 15. května 2000    | #10120        |
| 21           | 21        | Bone to Be Wild                          | Andrew Prowse    | David Kemper a Rockne S. O'Bannon                  | 21. ledna 2000    | 22. května 2000    | #10121        |
| 22           | 22        | "Family Ties" (Part 1)                   | Tony Tilse       | Rockne S. O'Bannon a David Kemper                  | 28. ledna 2000    | 5. června 2000     | #10122        |

### Druhá řada (2000–2001)
| Č. v seriálu | Č. v řadě | Název                                                   | Režie                      | Scénář                                                          | Premiéra v USA    | Premiéra ve VB     | Produkční kód |
| ------------ | --------- | ------------------------------------------------------- | -------------------------- | --------------------------------------------------------------- | ----------------- | ------------------ | ------------- |
| 23           | 1         | "Mind the Baby" (Part 2)                                | Andrew Prowse              | Richard Manning                                                 | 17. března 2000   | 12. června 2000    | #10202        |
| 24           | 2         | Vitas Mortis                                            | Tony Tilse                 | Grant McAloon                                                   | 24. března 2000   | 19. června 2000    | #10203        |
| 25           | 3         | Taking the Stone                                        | Rowan Woods                | Justin Monjo                                                    | 31. března 2000   | 10. července 2000  | #10204        |
| 26           | 4         | Crackers Don't Matter                                   | Ian Watson                 | Justin Monjo                                                    | 7. dubna 2000     | 17. července 2000  | #10205        |
| 27           | 5         | The Way We Weren't                                      | Tony Tilse                 | Naren Shankar                                                   | 14. dubna 2000    | 24. července 2000  | #10207        |
| 28           | 6         | Picture if You Will                                     | Andrew Prowse              | Peter Neale                                                     | 21. dubna 2000    | 31. července 2000  | #10206        |
| 29           | 7         | Home on the Remains                                     | Rowan Woods                | Gabrielle Stanton a Harry Werksman                              | 16. června 2000   | 7. srpna 2000      | #10208        |
| 30           | 8         | Dream a Little Dream                                    | Ian Watson                 | Rockne S. O'Bannon                                              | 23. června 2000   | 14. srpna 2000     | #10201        |
| 31           | 9         | Out of Their Minds                                      | Ian Watson                 | Michael Cassutt                                                 | 7. července 2000  | 4. září 2000       | #10209        |
| 32           | 10        | My Three Crichtons                                      | Catherine Millar           | námět: Harry Werksman a Gabrielle Stanton scénář: Grant McAloon | 14. července 2000 | 2. října 2000      | #10212        |
| 33           | 11        | Look at the Princess (Part 1): A Kiss is But a Kiss     | Andrew Prowse a Tony Tilse | David Kemper                                                    | 21. července 2000 | 11. září 2000      | #10210        |
| 34           | 12        | Look at the Princess (Part 2): I Do, I Think            | Andrew Prowse a Tony Tilse | David Kemper                                                    | 28. července 2000 | 18. září 2000      | #10221        |
| 35           | 13        | Look at the Princess (Part 3): The Maltese Crichton     | Andrew Prowse a Tony Tilse | David Kemper                                                    | 4. srpna 2000     | 25. září 2000      | #10211        |
| 36           | 14        | Beware of Dog                                           | Tony Tilse                 | Naren Shankar                                                   | 11. srpna 2000    | 9. října 2000(UK)  | #10213        |
| 37           | 15        | Won't Get Fooled Again                                  | Rowan Woods                | Richard Manning                                                 | 18. srpna 2000    | 30. října 2000     | #10214        |
| 38           | 16        | The Locket                                              | Ian Watson                 | Justin Monjo                                                    | 25. srpna 2000    | 6. listopadu 2000  | #10215        |
| 39           | 17        | The Ugly Truth                                          | Tony Tilse                 | Harry Werksman a Gabrielle Stanton                              | 8. září 2000      | 13. listopadu 2000 | #10216        |
| 40           | 18        | A Clockwork Nebari                                      | Rowan Woods                | Lily Taylor                                                     | 15. září 2000     | 20. listopadu 2000 | #10217        |
| 41           | 19        | Liars, Guns and Money (Part 1): A Not So Simple Plan    | Andrew Prowse              | Grant McAloon                                                   | 5. ledna 2001     | 4. prosince 2000   | #10218        |
| 42           | 20        | Liars, Guns and Money (Part 2): With Friends Like These | Catherine Millar           | Naren Shankar                                                   | 12. ledna 2001    | 11. prosince 2000  | #10219        |
| 43           | 21        | Liars, Guns and Money (Part 3): Plan B                  | Catherine Millar           | Justin Monjo                                                    | 19. ledna 2001    | 18. prosince 2000  | #10220        |
| 44           | 22        | Die Me, Dichotomy (Part 1)                              | Rowan Woods                | David Kemper                                                    | 26. ledna 2001    | 19. prosince 2000  | #10222        |

### Třetí řada (2001–2002)
| Č. v seriálu | Č. v řadě | Název                                                      | Režie            | Scénář             | Premiéra v USA    | Premiéra ve VB     | Produkční kód |
| ------------ | --------- | ---------------------------------------------------------- | ---------------- | ------------------ | ----------------- | ------------------ | ------------- |
| 45           | 1         | Season of Death (Part 2)                                   | Ian Watson       | Richard Manning    | 16. března 2001   | 27. srpna 2001     | #10301        |
| 46           | 2         | Suns and Lovers                                            | Andrew Prowse    | Justin Monjo       | 23. března 2001   | 3. září 2001       | #10302        |
| 47           | 3         | Self-Inflicted Wounds (Part 1): Could'a, Would'a, Should'a | Tony Tilse       | David Kemper       | 30. března 2001   | 10. září 2001      | #10303        |
| 48           | 4         | Self-Inflicted Wounds (Part 2): Wait for the Wheel         | Tony Tilse       | David Kemper       | 6. dubna 2001     | 17. září 2001      | #10304        |
| 49           | 5         | …Different Destinations                                    | Peter Andrikidis | Steve Worland      | 13. dubna 2001    | 24. září 2001      | #10305        |
| 50           | 6         | Eat Me                                                     | Ian Watson       | Matt Ford          | 20. dubna 2001    | 1. října 2001      | #10306        |
| 51           | 7         | Thanks for Sharing                                         | Ian Barry        | Clayvon C. Harris  | 15. června 2001   | 8. října 2001      | #10307        |
| 52           | 8         | Green Eyed Monster                                         | Tony Tilse       | Ben Browder        | 22. června 2001   | 22. října 2001     | #10308        |
| 53           | 9         | Losing Time                                                | Catherine Millar | Justin Monjo       | 29. června 2001   | 29. října 2001     | #10309        |
| 54           | 10        | Relativity                                                 | Peter Andrikidis | Rockne S. O'Bannon | 6. července 2001  | 5. listopadu 2001  | #10310        |
| 55           | 11        | Incubator                                                  | Ian Watson       | Richard Manning    | 13. července 2001 | 12. listopadu 2001 | #10311        |
| 56           | 12        | Meltdown                                                   | Ian Barry        | Matt Ford          | 14. července 2001 | 19. listopadu 2001 | #10312        |
| 57           | 13        | Scratch 'n Sniff                                           | Tony Tilse       | Lily Taylor        | 20. července 2001 | 24. listopadu 2001 | #10313        |
| 58           | 14        | Infinite Possibilities (Part 1): Daedalus Demands          | Peter Andrikidis | Carleton Eastlake  | 27. července 2001 | 26. listopadu 2001 | #10314        |
| 59           | 15        | Infinite Possibilities (Part 2): Icarus Abides             | Ian Watson       | Carleton Eastlake  | 3. srpna 2001     | 3. prosince 2001   | #10315        |
| 60           | 16        | Revenging Angel                                            | Andrew Prowse    | David Kemper       | 10. srpna 2001    | 17. prosince 2001  | #10316        |
| 61           | 17        | The Choice                                                 | Rowan Woods      | Justin Monjo       | 17. srpna 2001    | 7. ledna 2002      | #10317        |
| 62           | 18        | Fractures                                                  | Tony Tilse       | Rockne S. O'Bannon | 24. srpna 2001    | 14. ledna 2002     | #10318        |
| 63           | 19        | I-Yensch, You-Yensch                                       | Peter Andrikidis | Matt Ford          | 5. dubna 2002     | 21. ledna 2002     | #10319        |
| 64           | 20        | Into the Lion's Den (Part 1): Lambs to the Slaughter       | Ian Watson       | Richard Manning    | 12. dubna 2002    | 24. ledna 2002     | #10320        |
| 65           | 21        | Into the Lion's Den (Part 2): Wolf in Sheep's Clothing     | Rowan Woods      | Rockne S. O'Bannon | 19. dubna 2002    | 28. ledna 2002     | #10321        |
| 66           | 22        | Dog With Two Bones (Part 1)                                | Andrew Prowse    | David Kemper       | 26. dubna 2002    | 31. ledna 2002     | #10322        |

### Čtvrtá řada (2002–2003)
| Č. v seriálu | Č. v řadě | Název                                       | Režie             | Scénář              | Premiéra v USA    | Premiéra ve VB     | Produkční kód |
| ------------ | --------- | ------------------------------------------- | ----------------- | ------------------- | ----------------- | ------------------ | ------------- |
| 67           | 1         | Crichton Kicks (Part 2)                     | Andrew Prowse     | David Kemper        | 7. června 2002    | 23. září 2002      | #10401        |
| 68           | 2         | What Was Lost (Part 1): Sacrifice           | Rowan Woods       | Justin Monjo        | 14. června 2002   | 30. září 2002      | #10402        |
| 69           | 3         | What Was Lost (Part 2): Resurrection        | Rowan Woods       | Justin Monjo        | 21. června 2002   | 14. října 2002     | #10403        |
| 70           | 4         | Lava's a Many Splendored Thing              | Michael Pattinson | Michael Miller      | 28. června 2002   | 21. října 2002     | #10404        |
| 71           | 5         | Promises                                    | Geoff Bennett     | Richard Manning     | 12. července 2002 | 28. října 2002     | #10405        |
| 72           | 6         | Natural Election                            | Ian Watson        | Sophie C. Hopkins   | 19. července 2002 | 4. listopadu 2002  | #10406        |
| 73           | 7         | John Quixote                                | Tony Tilse        | Ben Browder         | 26. července 2002 | 11. listopadu 2002 | #10407        |
| 74           | 8         | I Shrink Therefore I Am                     | Rowan Woods       | Christopher Wheeler | 2. srpna 2002     | 18. listopadu 2002 | #10408        |
| 75           | 9         | A Prefect Murder                            | Geoff Bennett     | Christopher Wheeler | 9. srpna 2002     | 25. listopadu 2002 | #10409        |
| 76           | 10        | Coup By Clam                                | Ian Watson        | Emily Skopov        | 16. srpna 2002    | 2. prosince 2002   | #10410        |
| 77           | 11        | Unrealized Reality (Part 1)                 | Andrew Prowse     | David Kemper        | 23. srpna 2002    | 16. prosince 2002  | #10411        |
| 78           | 12        | Kansas (Part 2)                             | Rowan Woods       | Justin Monjo        | 10. ledna 2003    | 30. prosince 2002  | #10412        |
| 79           | 13        | Terra Firma (Part 3)                        | Peter Andrikidis  | Richard Manning     | 17. ledna 2003    | 6. ledna 2003      | #10413        |
| 80           | 14        | Twice Shy                                   | Kate Woods        | David E. Peckinpah  | 24. ledna 2003    | 13. ledna 2003     | #10414        |
| 81           | 15        | Mental as Anything                          | Geoff Bennett     | Mark Saraceni       | 31. ledna 2003    | 20. ledna 2003     | #10415        |
| 82           | 16        | Bringing Home the Beacon                    | Rowan Woods       | Carleton Eastlake   | 7. února 2003     | 27. ledna 2003     | #10416        |
| 83           | 17        | A Constellation of Doubt                    | Andrew Prowse     | David Kemper        | 14. února 2003    | 10. února 2003     | #10417        |
| 84           | 18        | Prayer                                      | Peter Andrikidis  | Justin Monjo        | 21. února 2003    | 17. února 2003     | #10418        |
| 85           | 19        | We're So Screwed (Part 1): Fetal Attraction | Geoff Bennett     | David E. Peckinpah  | 28. února 2003    | 24. února 2003     | #10419        |
| 86           | 20        | We're So Screwed (Part 2): Hot to Katratzi  | Karl Zwicky       | Carleton Eastlake   | 7. března 2003    | 25. února 2003     | #10420        |
| 87           | 21        | We're So Screwed (Part 3): La Bomba         | Rowan Woods       | Mark Saraceni       | 14. března 2003   | 3. března 2003     | #10421        |
| 88           | 22        | Bad Timing                                  | Andrew Prowse     | David Kemper        | 21. března 2003   | 10. března 2003    | #10422        |

### Farscape: The Peacekeeper Wars (2004)
| Č. v seriálu | Č. v řadě | Název                                   | Režie        | Scénář                            | Datum premiéry | Produkční kód |
| ------------ | --------- | --------------------------------------- | ------------ | --------------------------------- | -------------- | ------------- |
| 89           | 1         | Farscape: The Peacekeeper Wars (Part 1) | Brian Henson | Rockne S. O'Bannon a David Kemper | 17. října 2004 | MPK01         |
| 90           | 2         | Farscape: The Peacekeeper Wars (Part 2) | Brian Henson | Rockne S. O'Bannon a David Kemper | 18. října 2004 | MPK02         |